# Qatar ExxonMobil Open 2009
Il Qatar ExxonMobil Open 2009  è stato un torneo di tennis giocato sul cemento. È stata la 17ª edizione del Qatar ExxonMobil Open, facente parte dell'ATP World Tour 250 series nell'ambito dell'ATP World Tour 2009. Si è svolto nell'impianto Khalifa International Tennis Complex a Doha, Qatar, dal 5 al 10 gennaio 2009.

## Partecipanti

### Teste di serie
| Atleta                | Nazionalità | Ranking* | Testa di serie |
| --------------------- | ----------- | -------- | -------------- |
| Rafael Nadal          | Spagna      | 1        | 1              |
| Roger Federer         | Svizzera    | 2        | 2, WC          |
| Andy Murray           | Serbia      | 4        | 3              |
| Andy Roddick          | Stati Uniti | 8        | 4              |
| Gaël Monfils          | Francia     | 13       | 5              |
| Igor' Andreev         | Russia      | 19       | 6              |
| Dmitrij Tursunov      | Russia      | 24       | 7              |
| Philipp Kohlschreiber | Germania    | 28       | 8              |

- Rankings al 5 gennaio 2009.

### Altri partecipanti
Giocatori che hanno ricevuto la wild card nel tabellone principale:
- Arnaud Clément
- Abdulla Hajji
- Gaël Monfils

Giocatori passati dalle qualificazioni:

## Qualificazioni
- Karol Beck
- Marco Chiudinelli
- Alexander Peya
- Michał Przysiężny

## Campioni

### Singolare
Andy Murray ha battuto in finale  Andy Roddick con il punteggio di 6–4, 6–2.
- 1º titolo dell'anno per Andy Murray il 9º in assoluto. È stata la sua 2ª vittoria consecutiva in questa competizione.

### Doppio
Marc López /  Rafael Nadal hanno battuto in finale  Daniel Nestor /  Nenad Zimonjić con il punteggio di 4–6, 6–4, [10–8].